# Adolf van Bourgondië-Wakken
Adolf van Bourgondië, heer van Wakken, Cattem en Capelle († Zoutelande, 6 juli 1568) was een Vlaams edelman. Hij was burgemeester van het Brugse Vrije (1535-1549), hoogbaljuw van Gent (1555-1568), vice-admiraal van de zee en stadhouder van Zeeland (1567-1568). 

## Leven
Als oudste zoon van Anton van Bourgondië en Clara Andries behoorde hij tot een bastaardtak van het Huis Valois-Bourgondië. Zijn vrouw was Jacqueline de Bonnières. 
Geregeld voerde hij het bevel over aanzienlijke vloten, zoals deze die in 1556 de afgetreden keizer Karel V en zijn zusters van de Nederlanden naar Spanje bracht. In juli 1558 had hij de leiding over het Nederlandse eskader dat samen met de Engelsen een mislukte aanval op Bretagne uitvoerde. Vanaf de verplaatsing van de Admiraliteit van Veere naar Gent in 1560 verving hij Filips van Montmorency. Hij droeg de titel van vice-admiraal-generaal.
In 1567 werd hij aangesteld tot superintendent en stadhouder van Zeeland, in opvolging van de deloyale Willem van Oranje. In maart verjoeg hij de geuzen van Jan van Marnix uit Walcheren, maar hij legde weinig ijver aan de dag in het vervolgen van beeldenstormers.
Hij stierf onverwacht en werd in zijn functies opgevolgd door zijn broer Anton van Bourgondië (-1573). Volgens Filips van Campene bewaarde zijn dood hem van de Raad van Beroerten.

## Voetnoten
1. ↑  Kasteeldomein Wakken
2. ↑  Lucas de Heere, Den hof en boomgaerd der poësien, ed. W. Waterschoot, 1969, p. 111
3. ↑  Louis Sicking en Ronald de Graaf, "Geweld en oorlogvoering ter zee, 1018-1568" in: Nieuwe Maritieme Geschiedenis van Nederland, 2022. DOI:10.5281/zenodo.7120714